# منتئاراگن
منتئاراگن (به اسپانیایی: Montearagón, Toledo) یک شهرستان در اسپانیا است که در استان تولدو واقع شده‌است.

## خصوصیات
منتئاراگن ۱۲ کیلومترمربع مساحت و ۵۴۹ نفر جمعیت دارد و ۴۲۰ متر بالاتر از سطح دریا واقع شده‌است.